# Herbertus leratii
Herbertus leratii là một loài rêu tản trong họ Herbertaceae. Loài này được (Stephani) H.A. Mill. miêu tả khoa học lần đầu tiên năm 1965.